# 暁武蔵
暁 武蔵（あかつき むさし）は、SNKの対戦型格闘ゲーム『幕末浪漫 月華の剣士』シリーズに登場する架空の人物。声優はフランキー仲村。

## キャラクター設定
嘉神慎之介が、地獄門の力を利用して現世に蘇らせた「魔人」宮本武蔵。剣豪としての自分の強さを存分に発揮できる時代に恵まれず、立身出世を願うも非業の最期を遂げて以来、無念の塊となる。その思いを嘉神に利用され、魔人となってこの世に復活を果たす。嘉神に利用されているため、目的は「地獄門に近付く者を葬り去る」こととなっているが、その心は「地獄門」からの解放を望んでおり、相手を倒すたびに全身に激しい苦痛が走る。
2mに近い長身にして、筋骨隆々とした体格を持つ巨漢。長い髪の毛を後ろに結び、ぼろぼろの布に両腕、胸、腹を晒している。左目が潰れており、右目は赤く爛々としている。
ゲームでは中ボスとして位置づけられており、対CPU戦の9人目の相手として姿を現し、プレイヤーの前に立ちはだかる。プレイヤーに敗れた後は、自分が存在しない時代に自分を打ち負かすほどの強者に巡り会うことができたことに満足し、「良い闘いであった」と言い残して消滅していく。
エンディングでは、地獄門が閉じたことで、死せる自分の体は滅び去るのみとして、やはり「良い闘いであった」と満足して消滅する。

## ゲーム上の特徴
攻撃のリーチが全体的に長いが、隙も大きく設定されている。巨体であるゆえに動きはやや鈍重だが、基本攻撃力が高く、弾きが不可能な「間欠泉」を初め、持ち技の性能は高い。強斬りを「脅かし」でキャンセルし、昇華して超奥義「五輪連ね」に繋げる連続技は屈指の破壊力を誇る。 
『一幕』では隠しコマンドを入力することで、アーケード版でも使用可能。
ネオジオCD版とドリームキャスト版の第二幕『月に咲く華、散りゆく花』（以下『二幕』と表記）では、対CPU戦以外のモードで使用可能。前作に比べて一部の技の性能が変更されている。
なお、その隠しコマンドは名前である「武蔵（むさし）」が由来となっており、アーケード版『二幕』の隠し剣質である『極』の出現コマンドにも流用されている。

## 技の解説

### 通常技
| 操作         | 立ち     | しゃがみ | ジャンプ |
| ------------ | -------- | -------- | -------- |
| 弱斬り       | 胴払い   | 踝穿ち   | 跳び飛刀 |
| 強斬り       | 貫き     | 頭砕き   | 跳び飛刀 |
| 蹴り         | 踝打ち   | 臑打ち   | 跳び蹴り |
| 弾き         | 変形陽鉄 | 変形陰鉄 |          |
| 弾き後攻撃   | 斬り上げ | 斬り上げ |          |
| 打ち上げ斬り | 斬り上げ |          |          |

### 投げ技・特殊技
枕押さえ
通常投げ。相手に刀を突き刺してから前方へ蹴り飛ばす。相手は画面端に叩き付けられ、はね返ってうつ伏せにダウンする。
飛刀二連
立ち強斬り「貫き」から、一歩踏み込んで上から刀を振り下ろす2段攻撃。1段目はしゃがみガード不可。必殺技へのキャンセルは不可である。『二幕』では削除された。
劫炎剣
刀から青白いオーラを発しながら、前方へ踏み込んで刀を振り下ろす。攻撃判定は2回出現し、2ヒットさせた相手を浮かせる。
技で通常技HIT中にのみこれへのキャンセルが可能。また、1段目、2段目ともに必殺技キャンセル可能。『一幕』で入力中に弱ボタンを押しっぱなしにすることでゲージ溜めへの繋ぎも可能である。
『二幕』では技の仕様が大きく変更。立ち強斬りと同じ単発攻撃となったが、「技」「極」では接近した状態でコマンドを連続で入力することで連続ヒットし、ここから必殺技でキャンセルすることも可能。
底抜き
ダウン中の相手に対する追撃攻撃。斜め下へまっすぐ刀を突き出す。通常投げを決めた後や、画面端でダウンさせた後に入る。

### 奥義（必殺技）
集中
その場で気を充填させ、剣質ゲージを溜める。溜め始めるまでに若干硬直するが、ゲージが溜まる速度はかなり速い。溜まる速度は剣質に影響しないが、身体の周りと地面から出る炎の色のみ剣質によって差が生じる。『一幕』と『二幕』ではコマンドが異なる。
間欠泉
片方の刀を地面に突き立てて、地面から斜め上に吹き上がる衝撃波を発生させる。攻撃判定はかなり大きく、弾き不可能。密着状態で出すと空振りする。
脅かし
前方へ肩口から突進、2回斬り付けてからオーラを纏う斬撃で斬り飛ばす、計4段攻撃。食らった相手はオーラに包まれて吹き飛びダウンする。突進がガードされても2回斬り付けるが、隙が大きくなる。突進が当たらなければその後の攻撃も発動せず、隙は小さい。2段目と3段目が昇華に対応しており、超奥義「五輪連ね」につなげると強力。
十字構え
両腕を振り上げて力を込めてから刀を勢い良く振り下ろし、十字型（アルファベットのX状）の衝撃波を発生させる。ボタンを押し続けることで「溜め」が可能で、最大まで溜めると攻撃力が上昇し、ガード不能技と化す。この状態で食らった相手は横に吹き飛んでダウンし、ダウン回避ができない（『二幕』）。ボタンを押し続けなければすぐに衝撃波が発生し、強斬りをキャンセルして出せば連続技になる。
枕二連
相手の体を2本の刀で突き刺し、そのままの状態で相手を持ち上げてから左右に1度ずつ叩き付ける。有効間合いは狭いが、威力は通常投げよりも高い。『二幕』では、刀を突き刺してから自分の前方に叩き付けるだけで終わる。

### 超奥義（超必殺技）
五輪連ね
「脅かし」を強化した技。一瞬だけ構えてから前方へ肩口から突進、食らった相手に4発の斬撃を浴びせ、十字構えでとどめを刺す。相手を斬り付けるごとに、画面に大きな梵字が表示される。「脅かし」同様、突進をガードされれば隙が生じるが、突進が当たらなければその後の攻撃も発動せず、隙も小さくなる。吸いこみ式なのか、空中の相手にも全HITする。
強斬りをキャンセルして出したり、「脅かし」を昇華して出すのが基本。

### 潜在奥義
二天無双剣
構えてから前進しつつ3回斬り付けてから相手の体を突き刺す。刀で突き刺したまま相手を持ち上げて左右に何度も叩き付けてから再び持ち上げ、とどめに大きく十字（X状）に斬り裂く。攻撃の発生が遅く、連続技に組み込むことはできない。相手の攻撃を弾いた際に決めることはできる。
『二幕』では発生が速くなり、強斬りをキャンセルして出せば連続でつながるようになった。しかし、相手を突き刺したまま地面に叩き付ける動作が削除されており、その分威力は低下した。

### 乱舞奥義
侵略
『二幕』で追加された武蔵の乱舞奥義。類型は天野漂や刹那と同じくパワータイプである。